# تشارلز كرافت
تشارلز كرافت (بالإنجليزية: Charles Craft)‏ هو مونتير أمريكي، ولد في 9 مايو 1902 في هامبشير في المملكة المتحدة، وتوفي في 19 سبتمبر 1968 في لوس أنجلوس في الولايات المتحدة.

## وصلات خارجية
- تشارلز كرافت على موقع IMDb (الإنجليزية)
- تشارلز كرافت على موقع ألو سيني (الفرنسية)
- تشارلز كرافت على موقع أول موفي (الإنجليزية)
- تشارلز كرافت على موقع قاعدة بيانات الفيلم (الإنجليزية)
- تشارلز كرافت على موقع كينوبويسك (الروسية)